# Garcinia dhanikhariensis
Garcinia dhanikhariensis là một loài thực vật có hoa trong họ Bứa. Loài này được S.K.Srivast. mô tả khoa học đầu tiên năm 1994.